# Majadillas
Majadillas es un despoblado español del municipio de Navahondilla, perteneciente a la provincia de Ávila, en la comunidad autónoma de Castilla y León.

## Historia
Hacia mediados del siglo XIX, el lugar, ya por entonces perteneciente a Navahondilla, estaba despoblado. Aparece descrito en el undécimo volumen del Diccionario geográfico-estadístico-histórico de España y sus posesiones de Ultramar de Pascual Madoz con las siguientes palabras:

MAJADILLAS: desp. de la prov. de Avila, part. jud. de Cebreros, térm. jurisd. de Navahondilla (V.): está sit. en la cañada real que vaja á Estremadura entre los pueblos de Cadalso y Navahondilla, y á 1/4 leg. del monasterio que fué de Guisando; hace 8 ó 10 años que se despobló: su clima es muy templado y su sueldo prod. algunos pinos, robles y monte bajo.
(Madoz, 1848, p. 31)